# New Kingman-Butler
New Kingman-Butler és una concentració de població designada pel cens dels Estats Units a l'estat d'Arizona. Segons el cens del 2000 tenia 14.810 habitants.

## Demografia
Segons el cens del 2000, New Kingman-Butler tenia 14.812 habitants, 5.895 habitatges, i 3.979 famílies La densitat de població era de 390,6 habitants/km².
Dels 5.895 habitatges en un 27,9% hi vivien nens de menys de 18 anys, en un 49,9% hi vivien parelles casades, en un 12,1% dones solteres, i en un 32,5% no eren unitats familiars. En el 25,2% dels habitatges hi vivien persones soles el 12,6% de les quals corresponia a persones de 65 anys o més que vivien soles. El nombre mitjà de persones vivint en cada habitatge era de 2,51 i el nombre mitjà de persones que vivien en cada família era de 2,96.
Per edats la població es repartia de la següent manera: un 25,7% tenia menys de 18 anys, un 7,7% entre 18 i 24, un 24,2% entre 25 i 44, un 23,2% de 45 a 60 i un 19,2% 65 anys o més.
L'edat mediana era de 40 anys. Per cada 100 dones de 18 o més anys hi havia 94 homes.
La renda mediana per habitatge era de 25.917 $ i la renda mediana per família de 31.173 $. Els homes tenien una renda mediana de 26.891 $ mentre que les dones 20.194 $. La renda per capita de la població era de 13.994 $. Aproximadament el 13,3% de les famílies i el 18,2% de la població estaven per davall del llindar de pobresa.

## Poblacions més properes
El següent diagrama mostra les poblacions més properes.